# Ghiacciaio Ineson
Il ghiacciaio Ineson è un ghiacciaio situato sull'isola di James Ross, davanti alla costa orientale della penisola Trinity, l'estremità settentrionale della Terra di Graham, in Antartide. Il ghiacciaio si trova in particolare nella parte nord-occidentale dell'isola, dove fluisce verso nord-ovest, scorrendo a sud della mesa Patalamon, fino a entrare nella cala Gin.

## Storia
Così come l'intera isola di James Ross, il ghiacciaio Ineson è stato cartografato per la prima volta nel corso della Spedizione Antartica Svedese, condotta dal 1901 al 1904 al comando di Otto Nordenskjöld, tuttavia esso è stato così battezzato solo in seguito dal Comitato britannico per i toponimi antartici in onore di Jonathan R. Ineson, uno dei geologi che presero parte alle esplorazioni geologiche condotte in quell'area dal British Antarctic Survey nel periodo 1981-83.